# Samogłoska półprzymknięta przednia niezaokrąglona
Samogłoska półprzymknięta przednia niezaokrąglona – typ samogłoski spotykany w językach naturalnych. Symbol, który przedstawia ten dźwięk w Międzynarodowym Alfabecie Fonetycznym, to e.

## Języki, w których występuje ten dźwięk
- angielszczyzna australijska i angielszczyzna nowozelandzka: bed [bed], „łóżko” (odpowiada głosce [ɛ] w RP i GA, choć u niektórych użytkowników NzE może być ona bliższa [ɪ])
- angielszczyzna szkocka i niektóre dialekty angielszczyzny amerykańskiej: play [pl̥e:], „grać” (odpowiada dyftongowi [eɪ̯] w RP i GA)
- dialekt egipski języka arabskiego: ليه [le:], „dlaczego?”, „czemu?”
- język duński: seng [seŋ], „łóżko”
- język farerski: eg [e:], „ja”
- język francuski: beautéⓘ [boˈte], „piękno”[1]
- język galicyjski: abetoⓘ [äˈβ̞eto], „jodła”
- język gruziński: მეფჱ [mɛpʰej], „król” (alofon [ɛ])
- język kataloński: séc [sek], „składać”, „zawijać”[2]
- język niderlandzki: beetⓘ [be:t], „kęs” (standardowa wymowa, ale w Holandii z reguły ta głoska jest dyftongizowana – [beɪ̯t]ⓘ)
- język niemiecki: Seeleⓘ [ˈze:lə], „dusza”
- język norweski: le [le:], „śmiać się”
- język polski: miejsceⓘ [ˈmjejsʦɛ] (alofon /ɛ/ między spółgłoskami miękkimi)[3]
- język portugalski: portuguêsⓘ [purtuˈɣeʃ], „portugalski”[4]
- język północnofryzyjski: ween [ʋe:n], „niebieski”
- język rosyjski: шеяⓘ [ˈʂejə], „szyja” (występuje tylko przed spółgłoskami miękkimi)
- język szwedzki: seⓘ [se:], „widzieć”
- język włoski: Veneziaⓘ [veˈnɛt:sja], „Wenecja”[5]
- język zachodniofryzyjski: skeel [ˈske:ɫ], „zezowaty”

W niektórych językach występuje samogłoska średnia przednia niezaokrąglona, nie posiadająca odrębnego symbolu IPA, zapisywana [e̞] lub [ɛ̝] (najczęściej w pierwszy sposób), kiedy niezbędne jest rozróżnienie:
- dialekt Yorkshire języka angielskiego: play [ple̞:], „grać”[6]
- język fiński: metroⓘ [ˈme̞tro̞], „metro”[7]
- język hebrajski: יְרִיחוֹⓘ [je̞ʁiˈħo̞], „Jerycho”[8]
- język hiszpański: diezⓘ [di̯e̞θ], „dziesięć”[9]
- Algherese i północne dialekty języka katalońskiego: sec [se̞k], "suchy" (w tych dialektach /ɛ/ i /e/ łączą się do [e̞])
- język nowogrecki: έψιλονⓘ [ˈe̞psilo̞n], „epsilon”
- język rosyjski: человекⓘ [t͡ɕɪlɐˈvʲe̞k], „człowiek”, „osoba” (występuje tylko po spółgłoskach miękkich)[10]
- język rumuński: societateⓘ [so̞.ʧje̞'tä.te̞], „społeczeństwo”
- język serbsko-chorwacki: pitanjeⓘ [pǐ:ta:ɲe̞], „pytanie”[11]
- język szwedzki: häll [he̞l], „płaska skała” (w wielu dialektach „e” i „ä” wymawia się w taki sam sposób)
- język tagalog: daliri [dɐˈliɾe], „palec u ręki”
- język turecki: erkekⓘ [e̞ɾˈke̞c], „mężczyzna”[12]
- język węgierski: hétⓘ [he̞:t], „siedem”[13]
- język maryjski: теле [tele] „zima”